# Седермальм
Седерма́льм (Седер, швед. Södermalm) — район Стокгольма і невеликий острів в Балтійському морі, в складі Стокгольмського архіпелагу. Територіально є частиною міста Стокгольм.
5 автомобільними, 1 залізничним та 3 змішаними мостами острів сполучений з материком та островом Накка.
Седермальм майже повністю забудований, зеленими ділянками лишились тільки парки Вітабергспаркен та Тантолунден. 
На Седермальмі розташований Шведський музей фотографії (Fotografiska).

## Огляд
Район охоплює великий однойменний острів (раніше називався Осон). Хоча Седермальм зазвичай вважається островом, вода як на північ, так і на південь не тече вільно, а проходить через шлюзи .
Седермальм сполучений з прилеглими районами кількома мостами. 
З Гамла-Станом на півночі через Слюссен, мережу автомобільних і залізниць і шлюз, що відокремлює озеро Меларен від Балтійського моря, з Лонггольменом на північному заході — Вестербрун, до острівця Реймерсгольме на захід, до Лільєгольмена на південному заході мостом Лільєгольмсбрун, до Орста через Орстабруана і Скансбрун, до Йоганнесгова через Йоганнесговсбрун і Сканстулльсбрун на південь і, нарешті, до Седра-Гаммарбігамнен на схід через міст Данвікстул.
Адміністративно Седермальм є частиною муніципалітету Стокгольм. 
З 2007 року, разом з Гамла-Стан та деякими іншими районами, є у складі адміністративного району Седермальм.

## Визначні місця

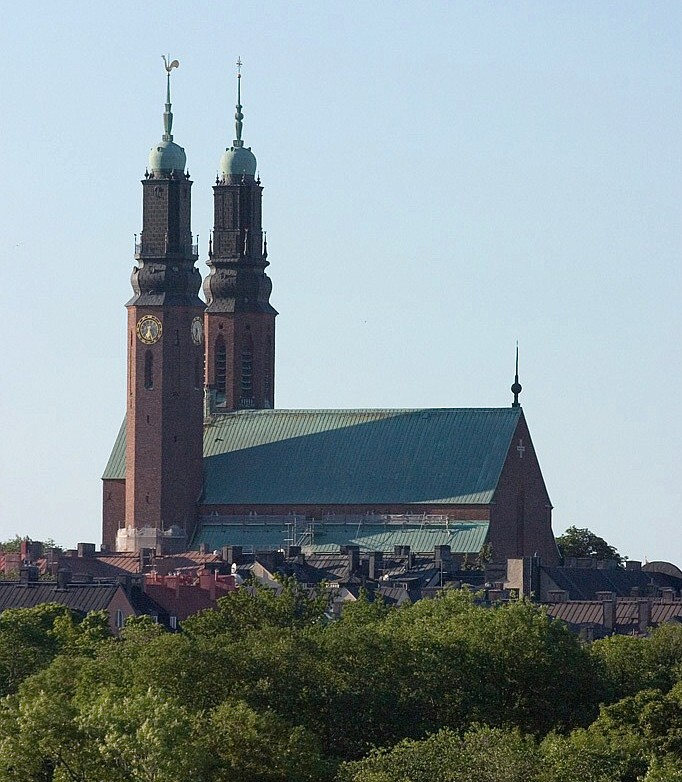
Гегалід (церква) у липні 2006

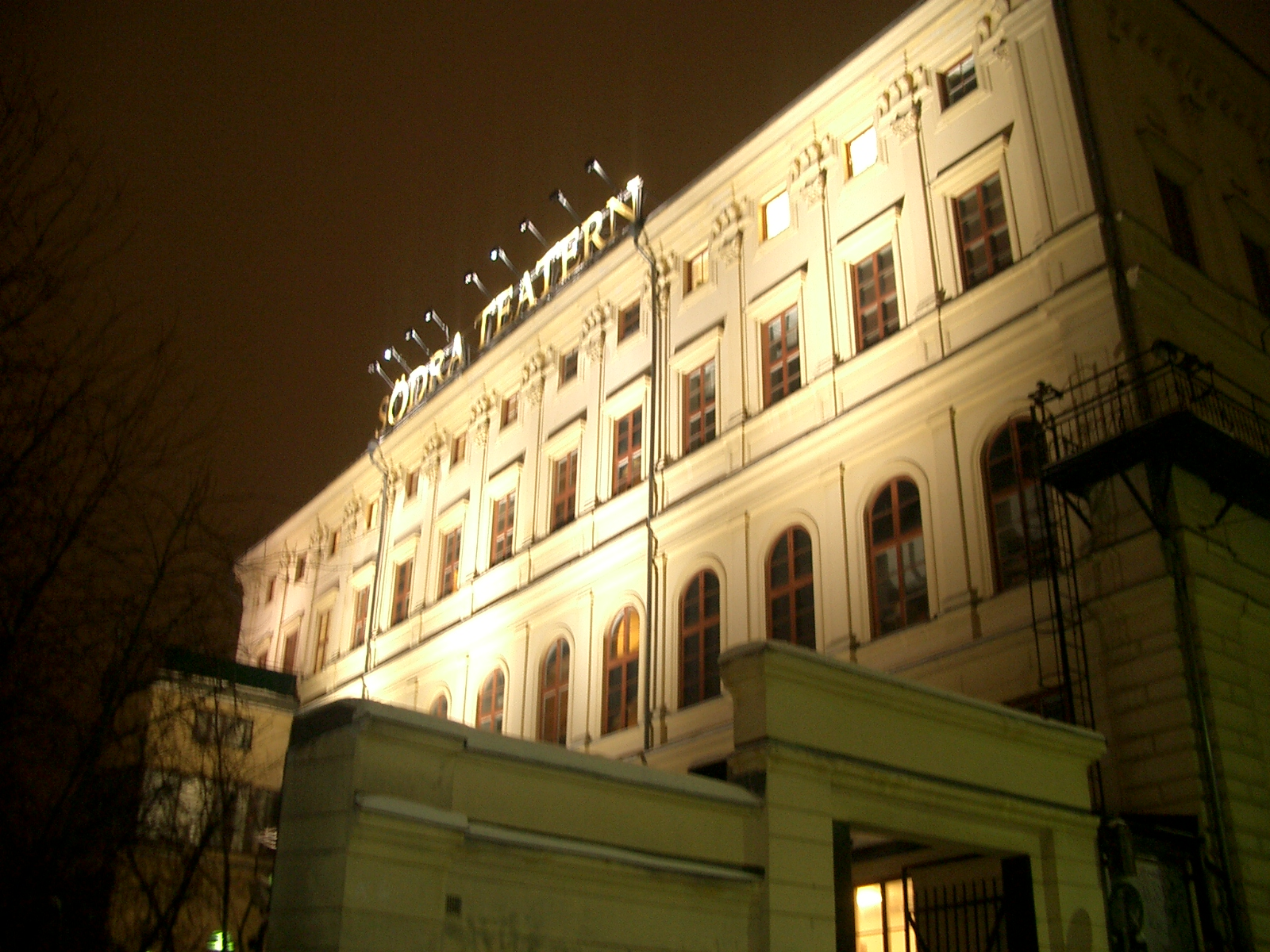
Södra Teatern на Мозебаке, Седермальм

- Гета-Лейон[en]
- Церква Гегалід[en]
- Карл Йогансслюссен[en]
- ліфт Катарини
- Церква Катарини[en]
- Церква Марії Магдалини[en]
- Медборгаргусет[en]
- Стокгольмська мечеть
- Собор Святого Еріка
- Skatteskrapan[en]
- Слюссен
- Södra Teatern[en]
- Церква Софії[en]
- Стокгольм-Південний
- Söder Torn[en]
- Нютрогет[en]

## Транспорт

### Залізничні та метростанції
- Гурнстулль: Червона лінія метро
- Маріатор'єт : Червона лінія метро
- Мєдбор'ярплацен: Зелена лінія метро
- Сканстулль: Зелена лінія метро
- Слюссен: Зелена лінії та Червона лінії та Saltsjöbanan
- Стокгольм-Південний: приміська залізниця
- Сінкенсдамм: Червона лінія метро

### Мости
- Сентральбрун
- Данвіксбру[en]
- Йоганнесговсбрун
- Лільєгольмсбрун[en]
- Вестербрун
- Лонггольмсбрун
- Польсундсбрун
- Реймерсгольмсбрун
- Скансбрун
- Сканстулльсбрун
- Орстабруана[en]